# À l'aube de la destruction
À l'aube de la destruction (Eve of Destruction) est une mini-série américaine en deux parties réalisée par Robert Lieberman et diffusée en 2013.

## Synopsis
Deux scientifiques découvrent une nouvelle source d'énergie illimitée, mais leur expérimentation est sabotée par des éco-terroristes. Un trou noir se forme alors et pourrait détruire la planète.

## Fiche technique
- Titre original : Eve of Destruction
- Titre français : À l'aube de la destruction
- Réalisation : Robert Lieberman
- Scénario : Richard Beattie
- Musique : Shawn Pierce
- Montage : Allan Lee
- Photographie : Chris August
- Pays d'origine :  États-Unis
- Langue originale : anglais
- Durée : 180 minutes
- Dates de premières diffusions :
  -  États-Unis : 23 mars 2013 et 30 mars 2013 sur Showcase 
  -  France : 9 mai 2013 sur M6

## Distribution
- Steven Weber (VF : Constantin Pappas) : Docteur Karl Dameron
- Christina Cox (VF : Laura Blanc) : Docteur Rachel Reed
- Treat Williams (VF : Patrick Béthune) : Max Salinger
- Aleks Paunovic (VF : Mathieu Buscatto) : Ruslan
- Colin Lawrence : David Jackson
- Jessica McLeod : Ruby Dameron
- Leah Gibson (VF : Christine Bellier) : Chloe Banks
- Eli Goree (VF : Namakan Koné) : Madhatter53
- Michael P. Northey : Dominic
- Jennifer Kitchen (VF : Coco Noël) : Jenna
- Katharine Isabelle : Calla
- Mark Ghanimé (VF : Fabien Jacquelin) : Run
- Johanna Marlowe (VF : Véronique Borgias) : Jude
- Lesley Ewen : Shirelle

Source et légende : Version française (VF) sur RS Doublage